# Греція на зимових Олімпійських іграх 1976
Греція на зимових Олімпійських іграх 1976 в Інсбруку була представлена 4 спортсменами у 2 видах спорту. Прапороносцем на церемонії відкриття Ігор став гірськолижник Спірос Теодору. Грецькі спортсмени не здобули жодних медалей.

## Спортсмени
Гірськолижний спорт
- Фома Карадімос
- Спірос Теодору

Лижні перегони
- Анастасіос Куцоянніс
- Евстафіос Вогданос

| Вид спорту          | Чоловіки | Жінки | Всього |
| ------------------- | -------- | ----- | ------ |
| Гірськолижний спорт | 2        | 0     | 2      |
| Лижні перегони      | 2        | 0     | 2      |
| Усього              | 4        | 0     | 4      |

## Гірськолижний спорт
| Спортсмен      | Дисципліна                   | Спуск 1 | Спуск 1 | Спуск 2 | Спуск 2 | Разом   | Разом |
| Спортсмен      | Дисципліна                   | Час     | Місце   | Час     | Місце   | Час     | Місце |
| -------------- | ---------------------------- | ------- | ------- | ------- | ------- | ------- | ----- |
| Спірос Теодору | швидкісний спуск, чоловіки   |         |         |         |         | 2:17.08 | 66    |
| Фома Карадімос | швидкісний спуск, чоловіки   |         |         |         |         | 2:14.69 | 65    |
| Фома Карадімос | гігантський слалом, чоловіки | 2:19.06 | 80      | 2:34.57 | 50      | 4:53.63 | 50    |
| Спірос Теодору | гігантський слалом, чоловіки | 2:12.79 | 77      | 2:16.29 | 49      | 4:29.08 | 49    |
| Фома Карадімос | слалом, чоловіки             | DNF     | –       | –       | –       | DNF     | –     |
| Спірос Теодору | слалом, чоловіки             | DNF     | –       | –       | –       | DNF     | –     |

## Лижні перегони
| Дисципліна       | Спортсмен          | Рейс       | Рейс  |
| Дисципліна       | Спортсмен          | Час        | Місце |
| ---------------- | ------------------ | ---------- | ----- |
| 15 км (чоловіки) | Афанасіос Куцояніс | 1'07:49.43 | 78    |
| 15 км (чоловіки) | Ефстатій Вогданос  | 1'05:51.28 | 75    |
| 30 км (чоловіки) | Ефстатій Вогданос  | DNF        | –     |
| 30 км (чоловіки) | Афанасіос Куцояніс | 2'21:20.64 | 67    |